# Torkild Brakstad
Torkild Brakstad (ur. 20 września 1945 w Molde, zm. 14 maja 2021 tamże) – norweski piłkarz występujący na pozycji pomocnika. Trener piłkarski.

## Kariera klubowa
Brakstad karierę rozpoczynał w 1963 roku w trzecioligowym Molde FK. Od sezonu 1969 był jego grającym trenerem. W sezonie 1970 awansował z nim do drugiej ligi, a w sezonie 1973 do pierwszej. W sezonie 1974 wraz z Molde wywalczył wicemistrzostwo Norwegii. W następnym sezonie przestał trenować ten zespół, ale na sezon 1976 powrócił do tej funkcji. Po sezonie 1978 zakończył karierę piłkarską. Jako trener jeszcze dwukrotnie prowadził Molde. Był też szkoleniowcem drużyn Tromsø IL oraz Rosenborg BK.

## Kariera reprezentacyjna
W reprezentacji Norwegii Brakstad zadebiutował 15 sierpnia 1974 w przegranym 1:2 meczu Mistrzostw Nordyckich z Finlandią. W drużynie narodowej rozegrał 3 spotkania, wszystkie w 1974 roku.